# آرمن پامبوخچیان
آرمن سوکراتی پامبوخچیان (Արմեն Սոկրատի Փամբուխչյան؛ زادهٔ ۲۶ نوامبر ۱۹۸۴) یک سیاستمدار، حقوق‌دان و محقق حقوقی اهل ارمنستان است که از تاریخ آوریل ۲۰۲۲ تا کنون سمت وزیر وضعیت‌های اضطراری ارمنستان را برعهده دارد. وی پیشتر از تاریخ تا تاریخ سمت نمایندگی دوره هفتم مجلس ملی جمهوری ارمنستان را برعهده داشت.

## زندگی‌نامه
در  ۲۶ نوامبر ۱۹۸۴ در ایروان به دنیا آمد و از دانشکده حقوق دانشگاه هراچیا آجاریان فارغ‌التحصیل شد. 